# Grand Conseil d'État (époque Meiji)
Le Grand Conseil d'État (aussi appelé Dajōkan, 太政官) était un organe gouvernemental établi à la suite de la réforme administrative fondée sur la charte du gouvernement (ja), promulgué le 11 juin 1868. Il réunissait les fonctions législative, exécutive et judiciaire. Bien que les titres de fonctions aient conservé les appellations issues du système ritsuryō, son organisation fit l’objet de plusieurs réformes au cours de son existence. Le Dajōkan fut aboli le 22 décembre 1885, à la suite de l’instauration du système de cabinet.

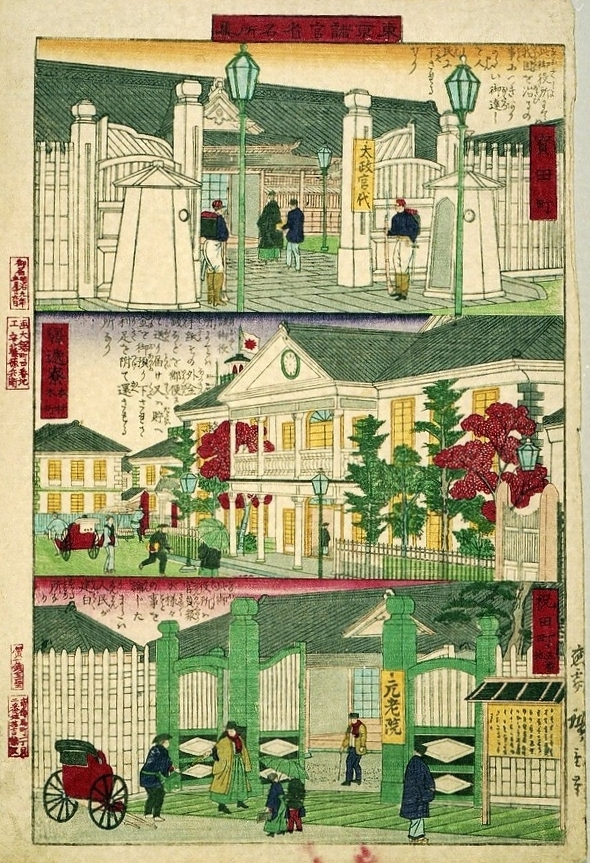
Le bâtiment du Grand Conseil d’État, le Bureau des postes et relais, et la salle des délibérations du Conseil des anciens, par Utagawa Hiroshige III.

## Histoire
Le Grand Conseil d’État fut institué le 11 juin 1868, sur la base du Seitaisho (ordonnance n° 331 du Dajōkan). Il désignait alors collectivement les sept organes gouvernementaux, à commencer par l’organe délibératif (議政官 (ja)).
Le 15 août 1869, il fut placé à la tête de six ministères, dont le Ministère des Affaires populaires, et dirigé par un grand ministre de gauche et un grand ministre de droite.
Le 11 septembre 1871, la fonction de Daijō-daijin fut instituée à la tête du Dajōkan. Ce poste fut occupé sans interruption par Sanjō Sanetomi jusqu’à l’abolition de l’institution en 1885.
Il fut d’abord installé à Kyoto, au sein de l’ancien palais impérial. En 1869, le Dajōkan fut transféré dans l’enceinte du palais impérial de Tokyo. En mars 1872, un bâtiment dédié fut construit au sud-ouest du palais. Celui-ci fut détruit par l’incendie du palais impérial le 5 mai 1873. Le Dajōkan fut alors relogé de manière provisoire dans l’ancien bâtiment du ministère des Affaires religieuses. En août 1877, une décision fut prise de transférer le Dajōkan vers le palais d’Akasaka. Un nouveau bâtiment en bois de style occidental y fut achevé en juin 1878, où le Dajōkan poursuivit ses activités jusqu’à sa dissolution en décembre 1885.
Le Dajōkan fut aboli le 22 décembre 1885, avec l’instauration du système de cabinet ministériel.

## Organisation gouvernementale
La période allant de 1868 à 1885 est marquée par de fréquentes réformes de l’organisation gouvernementale, sans structure stable ni durable. L’évolution de l’administration centrale peut être résumée en plusieurs étapes.

### Les Trois Charges (三職)
Le 3 janvier 1868 (9e jour du 12e mois de Keiō 3), la proclamation du Rétablissement du gouvernement impérial (ja) est promulguée, marquant simultanément le début de la guerre de Boshin (notamment la bataille de Toba-Fushimi). L’urgence est alors d’établir un nouveau système politique pour remplacer le shogunat Tokugawa, encore puissant à ce moment-là.
En lieu et place du shogunat, du shōgun, du régent et du kanpaku, sont instituées trois nouvelles fonctions :
- un président du gouvernement (総裁), occupé par le prince impérial Arisugawa Taruhito,
- un conseil de décision (議定) composé de 10 membres (dont deux princes impériaux, trois nobles de cour, et les daimyōs de Satsuma, Owari, Fukui, Hiroshima et Tosa),
- et un groupe de conseillers associés (参与), formé de cinq nobles et de trois représentants par chacun des cinq domaines représentés au sein du « conseil de décision », soit vingt membres au total.

Le 10 février 1868, sept départements (affaires religieuses, affaires intérieures, affaires étrangères, forces terrestres et navales, finances, droit pénal, institutions) sont placés sous cette structure, donnant naissance au système dit des « Trois Charges et Sept Départements » (三職七科).
Le 25 février de la même année, les départements sont renommés « bureaux » (局) et un Bureau du président (総裁局) est établi. Le système devient alors celui des « Trois Charges et Huit Bureaux » (三職八局). Le Bureau du président est placé sous l’autorité de deux vice-présidents : Iwakura Tomomi et Sanjō Sanetomi, nommés pour assister le prince Arisugawa.
Le premier numéro du Journal du Grand Conseil d’État (太政官日誌) est daté du 7 mars 1868.

« Le 7 mars, entre 11h30 et 17h, une entrevue a eu lieu au temple Nishi-Hongan-ji d’Osaka entre le prince Daigo, le prince Higashikuse, le prince Uwajima et les représentants des puissances étrangères. Les responsables des affaires étrangères ainsi que les conseillers des divers fiefs y ont également assisté. Le prince Higashikuse déclara : "Le système politique du Japon est restauré. L’Empereur détient désormais lui-même le pouvoir souverain, et les relations diplomatiques sont désormais entièrement du ressort de la Cour impériale." »

— Journal du Grand Conseil d’État, vol. 1
Les textes juridiques en vigueur à cette époque peuvent être consultés dans le recueil intitulé Dajō Ruiten (太政類典) (Corpus des lois du Grand Conseil d’État).

### La Charte du gouvernement (政体書)
La Charte du gouvernement ou Seitai-sho (政体書), promulgué au nom du Dajōkan le 11 juin 1868, fut un acte fondamental rédigé par Sōejima Taneomi et Fukuoka Takachika qui abolissait les Trois Charges et réorganisait la structure politique du nouveau gouvernement. Présenté comme une constitution provisoire, il établissait l’organisation politique du nouveau gouvernement selon les principes de la Charte du serment. Le texte affirmait le principe de séparation des pouvoirs (législatif, exécutif et judiciaire), la nomination des fonctionnaires par élection, ainsi qu’un système de gouvernance à trois niveaux : fu, han et ken.
Selon le Seitai-sho, tout le pouvoir du gouvernement appartenait au Dajōkan, mais ses fonctions étaient réparties en trois parties :
- Pouvoir législatif - Giseikan (議政官, Conseil législatif)
- Pouvoir exécutif - Gyōseikan (行政官, Ministères exécutifs)
- Pouvoir judiciaire - Keihōkan (刑法官, Conseil judiciaire)

Le Conseil législatif était divisé en deux chambres : une chambre haute composée de membres issus de l’ancienne noblesse et des conseillers, et une chambre basse composée de représentants des domaines féodaux.
À l’origine, un poste de président dirigeait l’ensemble, mais ce poste fut supprimé, la direction effective passa alors aux deux vice-présidents qui supervisaient les ministères exécutifs réunis dans le Gyōseikan. Le pouvoir judiciaire était en réalité peu indépendant, car le Conseil judiciaire était aussi sous le contrôle des ministères exécutifs. De plus, les vice-présidents siégeaient dans la chambre haute, ce qui rendait la séparation des pouvoirs plutôt symbolique. Ainsi, malgré son ambition d’éviter toute concentration du pouvoir, le système mis en place par le Seitai-sho conservait une structure fortement centralisée.
Le 25 juillet 1869, après la bataille de Hakodate qui mit fin à la guerre de Boshin le 27 juin, le hanseki hōkan fut mis en œuvre, et les anciens domaines féodaux furent réorganisés en institutions locales du gouvernement central. Dans ce contexte, le ministère des Finances (会計官) fut séparé du ministère chargé de l’administration locale (民部官). Par la suite, conformément à la Charte du gouvernement, une élection des fonctionnaires fut instaurée, ce qui exclut de fait les conservateurs, aristocrates et anciens seigneurs féodaux. En outre, une instance de contrôle, le Bureau de la surveillance (ja), fut créée en 1869.

## Le système du Dajōkan sous Meiji
En réponse aux évolutions politiques, un nouveau système du Dajōkan fut introduit le 15 août 1869 par le Décret sur les fonctionnaires (ja). Il mettait fin au régime instauré par le Seitai-sho — influencé par les États-Unis — pour le remplacer par un modèle plus conservateur fondé sur le principe d’« unité du pouvoir politique et du culte (ja) ». Ainsi, le Ministère des Affaires religieuses (ja), aboli par le Seitaisho, fut restauré et placé au-dessus du Dajōkan. Ce dernier supervisait désormais six ministères : 
- Ministère des Affaires populaires
- Ministère des Finances (大蔵省 (ja))
- Ministère de l’Armée (兵部省 (明治時代) (ja))
- Ministère de la Justice (刑部省 (明治時代) (ja))
- Ministère de la Maison impériale (宮内省 (ja))
- Ministère des Affaires étrangères

Un débat majeur surgit rapidement autour de la fusion des ministères des Affaires populaires et des Finances, réalisée le 16 septembre 1869,. Matsudaira Shungaku en prit la tête comme ministre des Finances, et Ōkuma Shigenobu en devint le vice-ministre tout en conservant son titre au ministère des Affaires populaires. Cette fusion, appuyée par Ōkuma, Itō Hirobumi et d'autres jeunes réformateurs, visait à centraliser plus efficacement le pouvoir. Mais elle provoqua l'opposition d’Ōkubo et d’autres membres du gouvernement, qui dénoncèrent une concentration excessive des pouvoirs dans un seul ministère et une mauvaise gestion des affaires locales, menant à de nombreuses révoltes paysannes.
Le 10 juillet 1870 (6 août), Ōkubo obtint gain de cause et les deux ministères furent à nouveau séparés. Toutefois, un compromis fut trouvé : le 27 juillet 1871 (11 septembre), les deux ministères furent à nouveau fusionnés, mais cette fois avec l’idée — soutenue par Ōkubo — de créer un futur ministère de l’Intérieur, qui prendrait en charge toute l’administration intérieure, notamment les affaires locales, qui ne verra le jour qu'en 1873.
Dès le début de l’année 1871, les préparatifs du grand mouvement de l'abolition du système han étaient lancés. L’Empereur Meiji fit appel à des troupes de Satsuma, Chōshū et Tosa pour constituer une garde impériale, et rappela Saigō Takamori et Itagaki Taisuke dans la capitale.

## Organisation gouvernementale après l’abolition du systèmehan
Le 29 août 1871, la réforme de l’abolition des domaines féodaux et leur transformation en préfectures (廃藩置県, haihan chiken) est mise en œuvre. Peu après, sont créés le ministère de la Justice (司法省 (日本) (ja)) et le ministère de l’Éducation, suivis par l’établissement de trois organes : le Seiin (正院 (ja)), qui constitue le gouvernement central, le Sain (左院 (ja)), organe consultatif, et le Uin (右院 (ja)), organe de coordination. Le Jingi-kan (神祇官), chargé des affaires religieuses, qui était au dessus du Dajōkan depuis 1869, est rétrogradé au rang de minitère (神祇省 (ja)).
Parallèlement, une réforme des personnels est engagée : Sanjō Sanetomi est nommé Daijō-daijin (chancelier du royaume), tandis que Saigō Takamori, Kido Takayoshi, Ōkuma Shigenobu et Itagaki Taisuke deviennent sangi (conseillers). Si Iwakura Tomomi et Madenokōji Hirofusa conservent leur poste au sein du gouvernement, la majorité des anciens nobles de cour et des seigneurs féodaux sont évincés. Dans le même temps, les dames de cour du palais impérial sont également renvoyées selon la tradition.
Ce système marque l’établissement de la forme fondamentale du gouvernement central de l’ère Meiji, où l’empereur gouverne personnellement, assisté par les trois grands ministres, qui dirigent les sangi et les autres ministres. Ce modèle marque également les débuts de la domination politique des anciens domaines de Satsuma, Chōshū, Tosa et Hizen, connue sous le nom d'oligarchie de Meiji.
Le 2 mai 1873, la structure du Dajōkan est profondément remaniée. Le rôle d’assistance directe à l’empereur (輔弼) est désormais réservé au daijō-daijin et aux grands ministres de gauche et de droite, et un organe collégial nommé « naikaku » (内閣), c’est-à-dire cabinet, composé notamment de sangi, est mis en place.

## Réorganisation de 1875
Le 10 novembre 1873, le ministère de l’Intérieur est créé à l’initiative d’Ōkubo Toshimichi, avec comme slogan « paix intérieure et protection du peuple ». Premier titulaire du poste de naimukyo (chef du ministère de l'Intérieur), Ōkubo établit ce vaste appareil bureaucratique comme organe central chargé des affaires intérieures, mais aussi comme moteur de la politique d’industrialisation et de développement économique. Le ministère devient ainsi un véritable centre de commandement pour la modernisation du pays. Contrairement à Saigō Takamori et Kido Takayoshi, qui ne disposent pas d’une base politique organisée, Ōkubo s’appuie sur le réseau bureaucratique qu’il a lui-même constitué. Il délaisse peu à peu le style de leadership charismatique hérité de la période de la Restauration pour promouvoir une gouvernance collective fondée sur les institutions et les fonctionnaires, amorçant ainsi un changement de paradigme dans la conduite des affaires publiques.
En janvier 1875, Ōkubo et Itō Hirobumi, alors sangi, entament des négociations avec Kido Takayoshi et Itagaki Taisuke, démissionnaires depuis la controverse sur l’expédition de Corée. À l’occasion de la conférence d’Osaka, ils obtiennent leur retour au gouvernement en février, tous s’accordant sur une transition progressive vers un régime constitutionnel. Le 14 avril, un édit sur la forme du gouvernement constitutionnel (ordonnance nº58 du Grand Conseil d'État) est promulgué : il prévoit une séparation des pouvoirs avec une Chambre principale (正院 (ja)) pour l’exécutif, un Sénat et une Conférence des gouverneurs (地方官会議 (ja)) pour le législatif, et une Cour suprême de justice (大審院 (ja)) pour le judiciaire. Ce texte constitue les fondations de la tripartition des pouvoirs dans le système institutionnel de l’époque. Le même jour, le ministère des Affaires réligieuses est rattaché au ministère de la Maison impériale (宮内省 (ja)).
Cette structure des ministères et organes de l’État reste en place jusqu’à l’instauration du système du Cabinet en 1885. Par ailleurs, la réforme du 5 décembre 1878 du système du Dajōkan établit un quartier général de l’état-major, qui soustrait les affaires militaires à la responsabilité du daijō-daijin. Désormais, le quartier général relève directement de l’empereur pour tout ce qui concerne les ordres militaires, par le biais des rapports confidentiels.